# Katie Chapman
Katie Sarah Chapman (née le 15 juin 1982 à Bermondsey, Londres) est une footballeuse internationale anglaise. Elle joue au poste de milieu de terrain ; elle termine sa carrière à Chelsea. Entre 2010 et 2013 elle jouait pour Arsenal. Avant de rejoindre Arsenal, elle jouait pour Charlton Athletic (2004-2006), Fulham (2000-2004) et Millwall Lionesses (1992-2000). Elle fait aussi un passage aux États-Unis en 2010 sous le maillot des Chicago Red Stars.

## Carrière en club
Katie Chapman rejoint son premier club, Millwall Lioness à l'âge de 10 ans, à 14 ans elle fait ses débuts en équipe première.
En 2000 elle part à Fulham, le premier club féminin professionnel d'Europe mais après des difficultés financières Katie signe en faveur de Charlton Athletic avant de descendre à Londres en juin 2006. Avec Arsenal  elle a déjà remporté quatre titres la saison 206/2007 dont la Coupe UEFA féminine.

## Carrière internationale
Elle est capitaine des moins de 18 ans anglaises à 16 ans et à 17 ans elle fait ses débuts dans l'équipe nationale senior contre la Suisse en mai 2000. Elle est aujourd'hui un élément clé de l'équipe d'Hope Powell avec 62 sélections et 5 buts. Cette dernière l'a d'ailleurs appelé pour participer à la Coupe du monde de football féminin 2007 qui s'est déroulé en Chine en septembre 2007.

## Palmarès

### En club
| - Millwall Lionesses - Coupe d'Angleterre - Vainqueur : 1997 - Coupe de la Ligue - Vainqueur : 1997 |  | - Fulham - Championnat d'Angleterre - Champion : 2003 - Coupe d'Angleterre - Vainqueur : 2002 et 2003 - Coupe de la Ligue - Vainqueur : 2002 et 2003 |  | - Charlton Athletic - Coupe d'Angleterre - Vainqueur : 2005 - Coupe de la Ligue - Vainqueur : 2006 |  | - Arsenal - Coupe féminine de l'UEFA - Vainqueur : 2007 - Championnat d'Angleterre - Champion : 2007, 2008, 2009 et 2011 - Coupe d'Angleterre - Vainqueur : 2007, 2008, 2009 et 2011 - FA WSL Continental Cup - Vainqueur : 2011 - Coupe de la Ligue - Vainqueur : 2007 et 2009 - Community Shield féminin - Vainqueur : 2006 |  | - Chelsea - Coupe d'Angleterre - Vainqueur : 2015 - Finaliste : 2016 - Championnat d'Angleterre - Champion : 2015, 2017 |

### En sélection nationale
- Angleterre
  - Championnat d'Europe
    - Finaliste : 2009.